# Deutsch-Französische Union
Die Deutsch-Französische Union / Union franco-allemande (DFU/UFA) war eine Initiative der Emigrantenzeitschrift Die Zukunft (Willi Münzenberg). Diese veröffentlichte am 28. April und am 19. Mai 1939 auf ihrer Titelseite zwei Aufrufe zur Gründung dieser Union (der zweite in deutscher und französischer Sprache), unterzeichnet von zahlreichen Intellektuellen aus beiden Ländern sowie Österreich, darunter René Schickele, Fritz von Unruh, Franz Werfel, Georges Duhamel und Emmanuel Mounier. Ab dem 26. Mai trug Die Zukunft den offiziellen zweisprachigen Untertitel: Organe de l’Union franco-allemande – Organ der deutsch-französischen Union. Bis zum 14. Juli 1939 traten weitere Mitglieder bei, darunter Thomas Mann, Erika Mann und Bruno Frank.
Hans-Manfred Bock hebt die Bedeutung dieser Institution als letztes wichtiges Verständigungsnetzwerk der Zwischenkriegszeit hervor. Das Ziel war u. a., im Exil das bessere, das „andere“ Deutschland zu vertreten. Sie schrieb sich den Begriff der „Freiheit“ auf ihre Fahnen, den sie der „Tyrannis“ Nazideutschlands entgegensetzte. Dieser wurde im Sinne der bürgerlich-liberalen, linkskatholischen und sozialistischen Mitglieder der DFU/UFA definiert.
Tatsächlich diente die DFU/UFA auch als Sprachrohr für Willi Münzenbergs Bruch mit dem Stalinismus und prangerte den Hitler-Stalin-Pakt an, erstmals in der Ausgabe der Zukunft vom 28. August 1939 an: „Wir stehen in der Friedensfront für Freiheit und Demokratie“, und: „Klare Fronten“.
Sie spiegelte die verschiedenen Netzwerke wider, die auch zur Zukunft beitrugen: Pazifisten, Christdemokraten, Vertreter der deutsch-französischen Verständigung aus der Zeit der Weimarer Republik, Mitglieder der von Willi Münzenberg in den Jahren zuvor im Auftrag der Komintern gegründeten Organisationen, insbesondere des Lutetia-Kreises und des Rassemblement universel pour la paix (Internationale Friedenskampagne, Lord Robert Cecil), allerdings unter Ausschluss der Kommunisten, die nicht mehr mit Münzenberg zusammenarbeiteten.
Die Mitglieder der DFU/UFA spielten nach 1945 eine wichtige Rolle in den Anfängen der deutsch-französischen Verständigung, u. a. Edmond Vermeil und Emmanuel Mounier.